# Parastenocaris austriaca
Parastenocaris austriaca is een eenoogkreeftjessoort uit de familie van de Parastenocarididae. De wetenschappelijke naam van de soort is voor het eerst geldig gepubliceerd in 1976 door Kiefer.